# 齐特河
齐特河（德語：Ziethe）是德国萨克森-安哈尔特州的河流，其在普罗伊斯利茨附近汇入富讷河。

## 流经地点
- 绍伊德（Scheuder）
- 利伯斯多夫（Libbesdorf）
- 梅尔钦（Merzien）
- 采林根（Zehringen）
- 克滕
- 大帕施莱本（Großpaschleben）
- 察比茨（Zabitz）
- 特里努姆（Trinum）
- 小帕施莱本（Kleinpaschleben）
- 克吕谢恩（Crüchern）
- 沃尔斯多夫（Wohlsdorf）
- 宾多夫（Biendorf）
- 普勒姆尼茨（Plömnitz）